# DJ-Kicks: Daddy G
DJ-Kicks: Daddy G – album zawierający didżejski mix Daddy’ego G, wydany 25 października 2004 roku w Wielkiej Brytanii i Europie nakładem wytwórni !K7 Records jako CD. W tym samym dniu w Niemczech została wydana również wersja winylowa, a w 2012 roku – digital download (17 plików MP3), wyłącznie jako część 27!K7 Boxset.

## Album

### Historia i muzyka
W 1995 roku niezależna wytwórnia !K7 Records zainaugurowała serię DJ-Kicks wydając w jej ramach miksy i sety DJ-skie, prezentujące różnorodne style i gatunki, tworzone przez najlepszych artystów w branży, takich jak: Carl Craig, Kruder & Dorfmeister, Nightmares on Wax czy Stereo MC’s. Daddy G. zaprezentował na swoim złożonym z 17 utworów miksie osobisty, dość eklektyczny styl, jaki wniósł do Massive Attack. Różnorodność stylistyczno-gatunkową prezentują tu takie utwory jak: „Armagideon Time” Williego Williamsa i „Rockfort Rock” Sound Dimension (reggae), remiks „Mustt Mustt” pakistańskiego muzyka Nusrata Fateha Ali Khana, „Face A La Mer” Les Négresses Vertes, francuskiego zespołu grającego swoistą mieszankę punku, folku i muzyki latynoamerykańskiej, „Just Kissed My Baby” The Meters (funk), „Oh Yeah” Foxy Brown (hip-hop), „Rock Steady” Arethy Franklin (soul) oraz dwa utwory Massive Attacks: „Karmacoma” (długi, rzadki miks wersji radiowej) i „Unfinished Sympathy” w wersji Paula Oakenfolda, kończący płytę.

### Lista utworów
Lista i informacje według Discogs:
| Nr  | Tytuł utworu                                           | Oryginalny wykonawca      | Długość |
| --- | ------------------------------------------------------ | ------------------------- | ------- |
| 1.  | „Intro”                                                | Philip Levi & Tipper Irie | 0:16    |
| 2.  | „Armagideon Time”                                      | Willi Williams            | 2:22    |
| 3.  | „Rockfort Rock”                                        | Sound Dimension           | 0:13    |
| 4.  | „Non Non Non”                                          | Melaaz                    | 3:47    |
| 5.  | „Aftermath (Version 1)”                                | Tricky                    | 5:36    |
| 6.  | „Just Kissed My Baby”                                  | Meters                    | 4:42    |
| 7.  | „Mustt Mustt (Massive Attack Remix)”                   | Nusrat Fateh Ali Khan     | 3:31    |
| 8.  | „Face A La Mer (Massive Attack Remix)”                 | Les Négresses Vertes      | 5:28    |
| 9.  | „Karmacoma (The Napoli Trip)”                          | Massive Attack            | 6:07    |
| 10. | „Budy Bye”                                             | Johnny Osbourne           | 4:22    |
| 11. | „Signs (Dubplate Mix)”                                 | Badmarsh & Shri           | 5:31    |
| 12. | „Here I Come (Dubplate Version)”                       | Barrington Levy           | 3:47    |
| 13. | „Oh Yeah”                                              | Foxy Brown                | 3:59    |
| 14. | „Inspection (Check One)”                               | Leftfield                 | 6:27    |
| 15. | „I Against I”                                          | Massive Attack & Mos Def  | 5:23    |
| 16. | „Rock Steady (Danny Krivit Edit)”                      | Aretha Franklin           | 4:30    |
| 17. | „Unfinished Sympathy (Perfecto Mix By Paul Oakenfold)” | Massive Attack            | 5:27    |
|     |                                                        |                           | 1:11:28 |

### Informacje
- Daddy G – DJ Mix, producent muzyczny, inżynier dźwięku
- Arden Hart – producent muzyczny, inżynier dźwięku
- Klaus Dahmen – design
- Dave Rimmer –  informacje na okładce
- Rankin – zdjęcie

## Odbiór

### Opinie krytyków
| Oceny łączne      | Oceny łączne |
| Publikacja        | Ocena        |
| ----------------- | ------------ |
| Album of the Year | 80/100       |
| Recenzje          |              |
| Publikacja        | Ocena        |
| AllMusic          | [ 5 ]        |
| Robert Christgau  | B+           |
| laut.de           | [ 9 ]        |

Jason Birchmeier z AllMusic uważa, że „to wydanie to kolejny wyróżniający się miks w serii DJ-Kicks. Jeśli jesteś fanem Massive Attack, na pewno ci się spodoba, a nawet jeśli nie lubisz kreatywnych, dobrze wykonanych miksów z osobistym polotem, jest duża szansa, że znajdziesz tu wiele dla siebie”.
„Podczas gdy inni artyści miksują szalone sety na tę okazję, Daddy G podchodzi do sprawy spokojniej. Zaciągnął do studia walizkę pełną swoich ulubionych płyt i po prostu puszczał jeden utwór po drugim – i kompilacja gotowa” – stwierdza Stefan Friedrich z laut.de dając wydawnictwu 4 gwiazdki (z 5).
W podobnym duchu utrzymany jest redakcyjny komentarz magazynu Resident Advisor: „Grzebiąc głęboko w swojej kolekcji płyt, Daddy G przedstawia 17 fajnych utworów, przenosząc utwory z lat 90., kiedy panował trip hop, i włączając wiele utworów z jego oryginalnego zespołu, Massive Attack. (...) Najnowsza płyta z tej serii przywraca atmosferę czasów, gdy trip hop był w szczytowym okresie, z bujnymi dźwiękami dochodzącymi z każdego zakątka globu, z powolnymi rytmami i jazzowymi akcentami. Uchwycając atmosferę i istotę tego gatunku, Daddy G oddał sprawiedliwość sobie i serii DJ Kicks”.
Również Tim O'Neil z magazynu PopMatters analizując album konstatuje, iż „miks Daddy’ego G przenosi muzykę do początków Massive Attacks, wydobywając charakterystyczną dla tej grupy mieszankę hip-hopu, funku i reggae, a także rzuca światło na to, jak ta szczególna mieszanka odmiennych elementów wpłynęła na powstanie hybrydowego gatunku, trip hopu. Fakt, że [Daddy G] dodał kilka wybranych (i rzadkich!) fragmentów z historii zespołu, zapewnia szczególnie satysfakcjonujące doświadczenie”.